# NGC 397
NGC 397 je eliptická galaxie v souhvězdí Ryb. Její zdánlivá jasnost je 14,8m a úhlová velikost 0,7′ × 0,5′. Je vzdálená 230 milionů světelných let, průměr má 45 000 světelných let. Galaxii objevil 6. prosince 1866 Robert Stawell Ball.

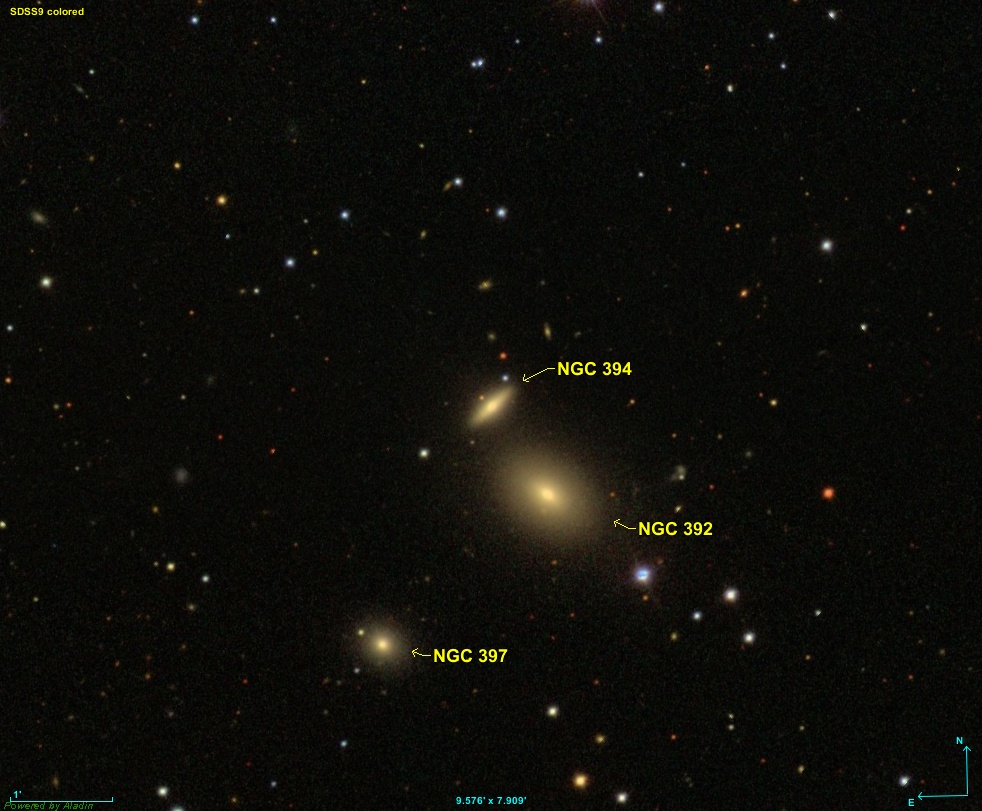
NGC 397 vlevo dole s NGC 394 menší nahoře a NGC 392 uprostřed